# Sphenomorphus senja
Sphenomorphus senja es una especie de escincomorfos de la familia Scincidae.

## Distribución geográfica yhábitat
Es endémica de las selvas montanas del norte de la Malasia Peninsular. Su rango altitudinal oscila entre 1800 y 2100 m s. n. m..